# Allemagne de l'Ouest aux Jeux olympiques
Avec la division de l'Allemagne suivant la Seconde Guerre mondiale, trois États séparés ont été créés sous l'occupation alliée. Après qu'une tentative en 1947 de poursuivre la tradition olympique allemande, qui avait commencé en 1896, eut été refusée par les Alliés, aucune équipe allemande ne participa aux Jeux olympiques d'été de 1948. Finalement en 1949, le Nationales Olympisches Komitee für Deutschland était en Allemagne de l'Ouest et fut reconnu par le CIO pour représenter les deux plus grands États de l'Allemagne. Le petit État de la Sarre et son comité olympique (SAA) ne fut pas autorisé à se joindre aux autres États allemands pendant une dizaine d'années, puis il a rejoint l'Allemagne de l'Ouest après 1955.
Le Nationales Olympisches Komitee für Ostdeutschland de la République démocratique allemande (RDA), appelée également Allemagne de l'Est, refusa d'envoyer ses athlètes dans une équipe commune avec l'Allemagne de l'Ouest, si bien que l'Allemagne de l'Ouest participa seule dans une équipe nommée Allemagne.
Puis les deux États participèrent aux éditions de 1956, 1960 et 1964 sous les couleurs de l'Équipe unifiée d'Allemagne, alors simplement appelée Allemagne. Son code du CIO était EUA. Puis lorsque la RDA abandonna l'Équipe unifiée pour créer une équipe séparée, en 1968, l'Allemagne de l'Ouest fit de même. Jusqu'à la Réunification allemande, les athlètes de l'Ouest et de l'Est s'affrontèrent aux Jeux sur fond de Guerre froide.

## Tableau des médailles

### Par année
| Année | Médaille d'or, Jeux olympiques                    | Médaille d'argent, Jeux olympiques                | Médaille de bronze, Jeux olympiques               | Total                                             |
| 1956  | A participé sous les couleurs de l'Équipe unifiée | A participé sous les couleurs de l'Équipe unifiée | A participé sous les couleurs de l'Équipe unifiée | A participé sous les couleurs de l'Équipe unifiée |
| 1960  | A participé sous les couleurs de l'Équipe unifiée | A participé sous les couleurs de l'Équipe unifiée | A participé sous les couleurs de l'Équipe unifiée | A participé sous les couleurs de l'Équipe unifiée |
| 1964  | A participé sous les couleurs de l'Équipe unifiée | A participé sous les couleurs de l'Équipe unifiée | A participé sous les couleurs de l'Équipe unifiée | A participé sous les couleurs de l'Équipe unifiée |
| 1968  | 5                                                 | 11                                                | 10                                                | 26                                                |
| 1972  | 13                                                | 11                                                | 16                                                | 40                                                |
| 1976  | 10                                                | 12                                                | 17                                                | 39                                                |
| 1980  | N'a pas participé                                 | N'a pas participé                                 | N'a pas participé                                 | N'a pas participé                                 |
| 1984  | 17                                                | 19                                                | 23                                                | 59                                                |
| 1988  | 11                                                | 14                                                | 15                                                | 40                                                |
| Total | 56                                                | 67                                                | 81                                                | 204                                               |

| Année | Médaille d'or, Jeux olympiques                    | Médaille d'argent, Jeux olympiques                | Médaille de bronze, Jeux olympiques               | Total                                             |
| 1956  | A participé sous les couleurs de l'Équipe unifiée | A participé sous les couleurs de l'Équipe unifiée | A participé sous les couleurs de l'Équipe unifiée | A participé sous les couleurs de l'Équipe unifiée |
| 1960  | A participé sous les couleurs de l'Équipe unifiée | A participé sous les couleurs de l'Équipe unifiée | A participé sous les couleurs de l'Équipe unifiée | A participé sous les couleurs de l'Équipe unifiée |
| 1964  | A participé sous les couleurs de l'Équipe unifiée | A participé sous les couleurs de l'Équipe unifiée | A participé sous les couleurs de l'Équipe unifiée | A participé sous les couleurs de l'Équipe unifiée |
| 1968  | 2                                                 | 2                                                 | 3                                                 | 7                                                 |
| 1972  | 3                                                 | 1                                                 | 1                                                 | 5                                                 |
| 1976  | 2                                                 | 5                                                 | 3                                                 | 10                                                |
| 1980  | 0                                                 | 2                                                 | 3                                                 | 5                                                 |
| 1984  | 2                                                 | 1                                                 | 1                                                 | 4                                                 |
| 1988  | 2                                                 | 4                                                 | 2                                                 | 8                                                 |
| Total | 11                                                | 15                                                | 13                                                | 39                                                |

### Par sport
Après les Jeux olympiques d'été de 1988 à Séoul, l'athlétisme et la natation furent les sports qui ont rapporté le plus de récompenses aux sportifs ouest-allemands.
| Place | Sport            | Médaille d'or, Jeux olympiques | Médaille d'argent, Jeux olympiques | Médaille de bronze, Jeux olympiques | Total |
| 1     | Athlétisme       | 12                             | 14                                 | 17                                  | 43    |
| 2     | Équitation       | 11                             | 5                                  | 9                                   | 25    |
| 3     | Escrime          | 7                              | 8                                  | 1                                   | 16    |
| 4     | Cyclisme         | 4                              | 5                                  | 5                                   | 14    |
| 5     | Aviron           | 4                              | 4                                  | 6                                   | 14    |
| 6     | Tir              | 4                              | 4                                  | 3                                   | 11    |
| 7     | Natation         | 3                              | 5                                  | 14                                  | 22    |
| 8     | Canoë-Kayak      | 2                              | 6                                  | 3                                   | 11    |
| 9     | Voile            | 2                              | 2                                  | 3                                   | 7     |
| 10    | Haltérophilie    | 2                              | 2                                  | 3                                   | 7     |
| 11    | Lutte            | 1                              | 4                                  | 4                                   | 9     |
| 12    | Judo             | 1                              | 4                                  | 3                                   | 8     |
| 13    | Hockey sur gazon | 1                              | 3                                  | 0                                   | 4     |
| 14    | Boxe             | 1                              | 0                                  | 5                                   | 6     |
| 15    | Tennis           | 1                              | 0                                  | 1                                   | 2     |
| 16    | Handball         | 0                              | 1                                  | 0                                   | 1     |
| 17    | Gymnastique      | 0                              | 0                                  | 2                                   | 2     |
| 18    | Football         | 0                              | 0                                  | 1                                   | 1     |
| 19    | Water polo       | 0                              | 0                                  | 1                                   | 1     |
| Total | Total            | 56                             | 67                                 | 81                                  | 204   |

| Place | Sport               | Médaille d'or, Jeux olympiques | Médaille d'argent, Jeux olympiques | Médaille de bronze, Jeux olympiques | Total |
| 1     | Ski alpin           | 3                              | 5                                  | 1                                   | 9     |
| 2     | Patinage de vitesse | 3                              | 0                                  | 0                                   | 3     |
| 3     | Combiné nordique    | 2                              | 1                                  | 0                                   | 3     |
| 4     | Luge                | 1                              | 4                                  | 5                                   | 10    |
| 5     | Bobsleigh           | 1                              | 3                                  | 2                                   | 6     |
| 6     | Biathlon            | 1                              | 2                                  | 2                                   | 5     |
| 7     | Patinage artistique | 0                              | 0                                  | 2                                   | 2     |
| 8     | Hockey sur glace    | 0                              | 0                                  | 1                                   | 1     |
| Total | Total               | 11                             | 15                                 | 13                                  | 39    |

## Sources
- (en) Cet article est partiellement ou en totalité issu de l’article de Wikipédia en anglais intitulé « Germany at the Olympics » (voir la liste des auteurs).